# Atemptat de la cafeteria Rolando
El atemptat de la cafeteria Rolando, també conegut com a atemptat del Carrer del Correo, fou un atemptat terrorista comès el 13 de setembre de 1974 per l'organització nacionalista basca ETA-V Assemblea en una cafeteria oberta al públic situada al centre de Madrid. Va causar un total de tretze morts i diverses desenes de ferits.
L'atemptat va tenir diverses implicacions polítiques: va contribuir a frenar el tímid aperturisme del govern franquista de Arias Navarro; va esquitxar a l'opositor Partit Comunista d'Espanya, que va ser acusat de col·laboració amb el terrorisme; va marcar definitivament ETA com una organització terrorista i va agreujar la seva preexistent divisió interna que conduiria poc després a l'escissió de l'anomenada ETA militar. ETA-V no va arribar a reivindicar l'autoria de l'atemptat i, fins i tot, va afirmar que havia estat comès per grups d'extrema dreta propers al règim de Franco. Els autors mai van arribar a ser jutjats i es van beneficiar totalment de l'amnistia concedida en 1977.

## Antecedents

### Situació política en Espanya

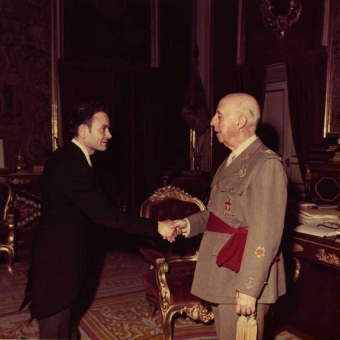
Franco (dreta) en una recepció de 1972. La seva avançada edat suscitava dubtes sobre la continuïtat del règim a la seva mort.

L'avançada edat de Franco va ser el motiu pel qual el propi dictador havia establert un sistema successori basat en les institucions la creació de les quals ell mateix havia anat promovent al llarg del seu govern, i en la restauració monàrquica en la persona del Príncep d'Espanya, Joan Carles de Borbó. No obstant això, l'assassinat per ETA del president del govern Luis Carrero Blanco havia sembrat la inquietud dins del propi règim, augmentant el nombre dels qui consideraven que era necessari reformar el mateix per aconseguir que sobrevisqués al dictador.

#### El primer govern d'Arias
Després de fortes vacil·lacions, Franco va designar com a successor de Carrero Carlos Arias Navarro, qui es va convertir en el primer president no militar des de la Guerra Civil. Arias va formar un govern eclèctic en el qual figuraven alguns aperturistes, com el ministre d'Informació i Turisme Pío Cabanillas, el ja ministre d'Hisenda amb Carrero Antonio Barrera de Irimo (qui no només s'havia revelat eficaç en el lloc, sinó que suposava una referència per al capital i els governs estrangers) i el ministre de la Presidència, Antonio Carro Martínez. En el seu primer discurs, Arias va exposar un programa moderadament reformista que marcava quatre objectius principals: una reforma de les Corts que augmentés les incompatibilitats per excloure a certs càrrecs del Movimiento Nacional i de l'Organització Sindical i que augmentés el percentatge de procuradors electes del 17 al 35%; una reforma de les corporacions locals que possibilités l'elecció directa dels alcaldes; una reforma sindical que permetés major pluralisme i un moderat exercici del dret de vaga i, sobretot, l'aprovació d'un estatut d'associacions polítiques que permetés un major pluralisme polític.
El programa d'Arias va ser promocionat per Pío Cabanillas i denominat per la premsa com l'esperit del 12 de febrer, despertant fortes expectatives, almenys entre els sectors aperturistes del sistema franquista i entre l'oposició més moderada. Va gaudir d'una inicial credibilitat gràcies al fet que Cabanillas va disminuir fortament la censura sobre els mitjans de comunicació, que van gaudir d'una llibertat desconeguda des de la Guerra Civil. No obstant això, aquest programa no va obtenir el suport dels principals partits d'oposició, que reclamaven un règim democràtic basat en la total ruptura amb el de Franco, i sí que va obtenir l'animadversió del sector més immobilista, la qual cosa es denominaria «el búnker», recolzat pel grup que alguns autors han denominat com la camarilla del Pardo, un col·lectiu format per familiars i afins que envoltava a l'ancià general Franco.

#### Problemes del govern
A més de l'oposició interna a les reformes, el Govern tenia molts altres fronts que complicaven la seva actuació. Els més importants eren els següents:
- L'actitud crítica de l'Església catòlica. El 24 de febrer, el bisbe de Bilbao, monsenyor Antonio Añoveros Ataún va fer pública una pastoral que es va llegir a gairebé totes les parròquies de la seva diòcesi. En ella demanava un reconeixement de la identitat cultural i lingüística del País Basc. La pastoral era moderada però, a dos mesos de l'assassinat de Carrero per ETA, el búnker va clamar per l'adopció de mesures. El Govern va intentar bandejar al bisbe, la qual cosa hagués comportat l'excomunió de tots els implicats. Finalment, la intervenció del propi Franco, unida a la moderació de Cabanillas i del president de la Conferència Episcopal, el cardenal Enrique i Tarancón, va permetre superar la crisi amb unes llargues vacances del prelat.[12][13]

Signatura de Franco. La ratificació de la condemna a mort de Salvador Puig Antich va ser un dur cop per a la imatge reformista del govern Arias.

- La condemna a mort i execució el 2 de març de l'anarquista català Salvador Puig Antich per l'assassinat d'un policia va provocar una onada de protestes nacionals i internacionals. La inflexibilitat del Govern va fer que es guanyés una imatge de duresa que va perjudicar la seva imatge reformista en l'exterior, sense per això guanyar-se les simpaties del búnker.[14][15]
- Una situació econòmica desfavorable provocada per la crisi del petroli, que va afectar tant a l'arribada de turistes com als ingressos dels espanyols emigrants a Europa, les dues principals fonts de divises del país.
- La situació internacional adversa. A l'abril es va produir la Revolució dels Clavells a Portugal, que va suposar la caiguda de la dictadura salazarista, ferma aliada de Franco;[16] al maig es va celebrar en Itàlia el referèndum per decidir sobre la possibilitat de supressió del divorci, amb la derrota de les posicions catòliques que representava Amintore Fanfani; finalment, al juliol es va produir la caiguda del règim dels coronels a Grècia, un altre govern europeu afí.
- La creació pel Partit Comunista d'Espanya (PCE) de la Junta Democràtica d'Espanya, presentada a la fi de juliol.[17] Encara que el PCE va fracassar en el seu projecte de crear una representació unitària de l'oposició per la negativa a col·laborar amb ell de forces significatives (el PSOE, els demòcrata cristians i els liberals), la Junta va aconseguir captar l'atenció dels mitjans de comunicació.[18][19]
- El moviment obrer, amb la convocatòria d'un nombre cada vegada major de vagues, malgrat ser totes elles il·legals.[20] El sindicat vertical franquista es mostrava incapaç de controlar o integrar aquesta contestació.[21]
- La creixent contestació a la Universitat, on els grups d'oposició comptaven amb les simpaties de gran nombre d'estudiants i d'un significatiu nombre de professors.[22]
- La malaltia del propi Franco, que va obligar a la seva hospitalització el 9 de juliol i al fet que delegués els seus poders en el Príncep Joan Carles, malgrat el temor d'aquest al fet que la seva imatge quedés compromesa com a col·laborador de la dictadura.[23] Un sector encapçalat per Pío Cabanillas va pretendre aprofitar l'oportunitat i que el traspàs de poders fos definitiu perquè el príncep fos coronat en vida de Franco. La resistència de la camarilla que operava en l'entorn familiar del vell general, encapçalada pel seu gendre el Marquès de Villaverde i la del ministre secretari general del Movimiento, l'immobilista José Utrera Molina va frustrar aquests propòsits, i la clara recuperació del Cabdill va propiciar que reprengués les seves funcions el 2 de setembre.[24]

Malgrat tot això, el president Arias va ratificar públicament el seu compromís d'avançar en les reformes el dia 11 de setembre, dos dies abans de l'atemptat, i va manifestar expressament que les associacions polítiques existirien abans del següent mes de gener. Això va fer que el búnker redoblés els seus esforços en contra d'una liberalització que podria suposar el principi de la seva irrellevància política.

### ETA V Assemblea

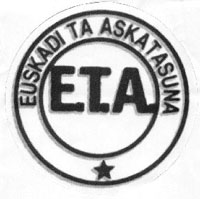
Anagrama d'ETA. L'organització va intentar negar la seva responsabilitat en l'atemptat en comprovar que cap dels dotze morts inicials era policia, però la seva autoria avui no és discutida.

Però l'oposició més violenta al règim de Franco es trobava al País Basc i Navarra, on l'organització separatista ETA operava des de 1958. En 1970, l'organització armada va patir la major crisi de la seva història, fins al punt que va estar a punt de desaparèixer. La seva VI Assemblea va adoptar principis marxista-leninistes, la qual cosa va provocar l'escissió d'un sector nacionalista i militarista que va crear una altra organització amb el mateix nom. A fi de diferenciar-se de l'organització rival i reclamar el seu historial fins al mateix moment de la seva separació, la nova ETA va afegir al nom les paraules «V Assemblea» i l'eslògan «llibertat o mort». Durant uns anys van coexistir ambdues organitzacions disputant-se a la militància. La pugna es resoldria al final a favor d'ETA-V Assemblea a causa que la vella organització, ETA-VI, es va sumir en un procés d'interminables divisions internes, va decidir donar primacia a la lluita política sobre la «militar», va acabar abraçant el trotskisme, va acordar abandonar el nom d'«ETA» (que atreia especialment l'atenció policial) i va acabar convertint-se en el partit polític Liga Komunista Iraultzailea (LKI). Paradoxalment, el moviment etarra va ser salvat per la mateixa dictadura, que va decidir unir l'enjudiciament de diversos detinguts en un únic procés judicial en la jurisdicció militar, el Procés de Burgos. Aquesta errònia decisió va proporcionar una gran publicitat al judici, suscitant nombroses protestes dins i fora d'Espanya.
Sent una organització nova, ETA-V no va cometre atemptats mortals en els seus primers anys d'existència. A més de mantenir enfrontaments armats amb la Guàrdia Civil, es va limitar a cometre robatoris per finançar-se, a posar bombes en llocs emblemàtics (com les seus de l'Organització Sindical) i a practicar segrestos d'empresaris amb la doble fi d'aconseguir un rescat i obtenir millores per als treballadors, en un clar estil Robin Hood que li va proporcionar gran popularitat. Tanmateix, això no era sinó una etapa de preparació.

#### La xarxa de suport madrilenya
Encara que la majoria dels opositors al règim de Franco eren partidaris d'usar mitjans pacífics, no sentien especial animadversió cap a ETA. Malgrat no compartir els seus mètodes, consideraven que era una organització que lluitava per la democràcia. A més, el Procés de Burgos havia promogut un corrent de simpatia cap a ETA que no es limitava al País Basc. Cal afegir que la reduïda oposició a Franco estava habituada a col·laborar amagant persones perseguides per les autoritats, encara que no pertanyessin al mateix partit polític. Això va afavorir que l'organització basca trobés la col·laboració a Madrid d'algunes persones vinculades a l'esquerra local. A la fi de 1971, el militant d'ETA-V Joxemiel Beñarán Ordeñana, més conegut com a Argala («flac»), va contactar amb el matrimoni format pel dramaturg Alfonso Sastre i la psicòloga i escriptora catalana Genoveva «Eva» Forest, tots dos antics militants del PCE ja distanciats del mateix per considerar-lo poc revolucionari. Sastre gaudia de gran prestigi entre l'oposició i estava molt relacionat amb la intel·lectualitat progressista. Gràcies a la seva ajuda, ETA va poder contactar amb una sèrie de persones de l'esquerra madrilenya que van prestar ajuda a l'organització basca. A més d'informació valuosa, aquesta xarxa de col·laboradors aliens al nacionalisme basc va proporcionar (conscient o inconscientment) pisos per allotjar a militants d'ETA-V, la qual cosa va proporcionar a aquesta una importantíssima infraestructura que va utilitzar tant per celebrar reunions en un entorn allunyat del País Basc com per perpetrar atemptats. Amb l'ajuda d'un treballador que havia militat en el PCE es van construir habitacions camuflades que permetrien ocultar persones o objectes. No obstant això, aquesta base de suport a ETA a Madrid no va arribar a constituir mai una organització. Mai es van arribar a celebrar reunions ni es van adoptar decisions conjuntes. A cap moment va passar de ser un «conjunt de relacions bilaterals».
El 20 de desembre de 1973, ETA-V va perpetrar el més sonat atemptat de la seva història: l'assassinat del president Carrero Blanco mitjançant l'explosió d'una bomba al pas del seu vehicle oficial. Forest va arribar a escriure un llibre, signat amb pseudònim, en el qual es relatava la preparació i desenvolupament de la «execució» de l'almirall, acte en la qual ella mateixa havia estat còmplice, si bé encara en 1977 afirmava que s'havia limitat a corregir una traducció de l'obra. Encara que l'atemptat va proporcionar gran notorietat a ETA-V, també va contribuir a una nova escissió, la del seu Front Obrer, que va constituir Langile Abertzale Iraultzaileen Alderdia o Partit dels Treballadors Patriotes Revolucionaris (LAIA), el primer partit de l'esquerra abertzale.
El 3 d'abril de 1974, l'organització va fer un salt qualitatiu en el seu enfrontament amb l'Estat en assassinar en Azpeitia (Guipúscoa) al guàrdia civil Gregorio Posada Sarrón i avisar en el comunicat que reivindicava el fet que, a partir d'aquest moment, qualsevol policia era objectiu d'ETA. Uns altres dos guàrdies van morir en els mesos posteriors en trobades amb militants etarres, el segon d'ells dos dies abans de l'atemptat de la cafeteria Rolando.

## L'atemptat

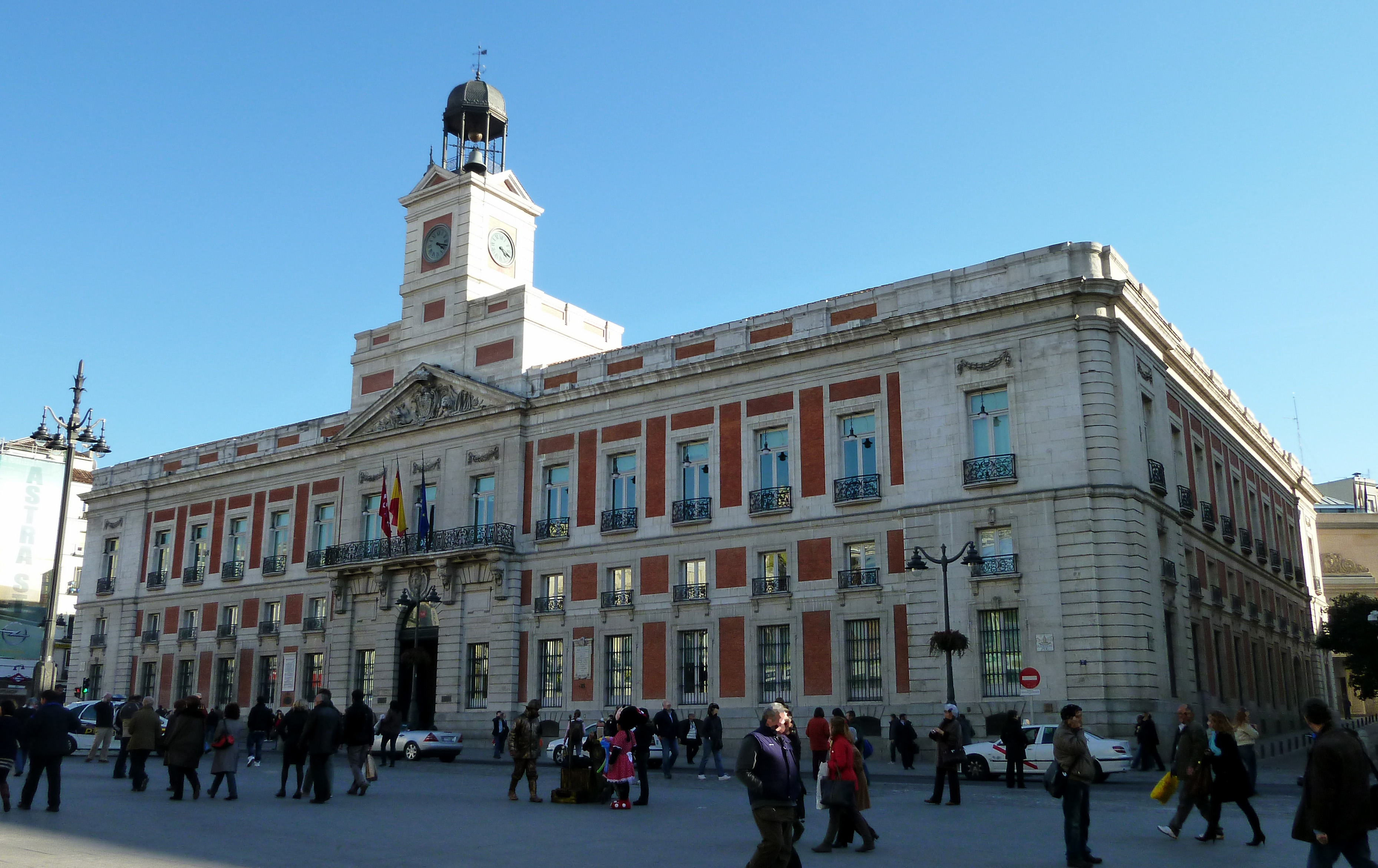
Edifici de la Reial Casa de Correus en imatge de 2011. Situat a Puerta del Sol, en 1974 albergava la Direcció general de Seguretat. A la dreta s'aprecia el carrer del Correo, en la qual estava situada la cafeteria Rolando.

Sembla que va ser durant la realització de la denominada «Operació Ogro», com es va denominar a la laboriosa preparació de l'atemptat contra Carrero, quan va sorgir en ETA-V la idea de perpetrar un segon atemptat en el cor de l'aparell repressor franquista: la Direcció general de Seguretat (DGS), situada a la cèntrica plaça de Puerta del Sol. L'accés a l'edifici era gairebé impossible a causa de les fortes mesures de seguretat, però es va reparar en l'existència de la molt propera cafeteria Rolando, situada en el número 4 del limítrof carrer del Correo, que era freqüentada per nombrosos policies que treballaven en l'organisme, i algú va proposar que era un objectiu accessible. Segons Lidia Falcón, advocada que després seria detinguda per la Policia per la seva relació amb el cas, la idea de col·locar allí una bomba va partir de la pròpia Eva Forest, versió mai acceptada per aquesta última. La direcció de l'organització armada va enviar un militant perquè informés sobre les característiques del lloc i, després de la seva detenció, va enviar els dos membres d'ETA que després col·locarien la bomba. Aquests van informar que la cafeteria era molt freqüentada per policies de la propera DGS. El suggeriment va ser aprovat per ETA en la convicció que la majoria de les víctimes de l'explosió serien policies, i sense que hi hagi constància que el fet que es tractés d'un establiment obert al públic fos un obstacle.
Encara que la negués en el seu moment i no reivindiqués mai l'atemptat, l'autoria d'ETA-V Assemblea està avui acceptada fins i tot pels historiadors més afins a les posicions del Moviment d'Alliberament Nacional Basc (MLNV). Els encarregats de col·locar la bomba van ser dos joves bascos, Bernard Oyarzábal Bidegorri i María Lourdes Cristóbal Elhorga, que havien estat entrenats per a això. Es van traslladar en automòbil amb la bomba fins a Madrid on, segons diverses fonts, van ser allotjats per Forest en un dels habitatges de què disposava. El dia establert es van dirigir a la cafeteria, van entrar com si fossin clients, van deixar sota una taula la bomba connectada amb un temporitzador i van sortir del local. A continuació, la mateixa Forest, que era un dels principals membres de la xarxa de suport, els va conduir a un pis segur situat a Alcorcón on es van amagar per un temps fins que van poder fugir. L'artefacte va explotar al voltant de les 14.35 hores, en un moment de gran afluència de visitants per ser l'hora de l'esmorzar. Els tècnics de la policia van calcular després que la bomba constava de trenta quilograms de dinamita, reforçada amb rosques que feien de metralla per augmentar el dany. El sostre de la cafeteria va caure sobre les persones que es trobaven en el seu interior. La tremenda explosió va causar danys estructurals a l'edifici i els seus efectes no es van limitar a la cafeteria Rolando. L'ona expansiva va provocar danys en altres plantes de l'edifici i als edificis contigus i va penetrar en el veí Restaurant Tobogan, l'entrada del qual donava al carrer Mayor, que es trobava en aquests moments replet de clients. Més de vuitanta persones van resultar ferides, dotze de les quals van morir instantàniament o al cap de poc.
La reacció popular immediata va ser de sorpresa i consternació, però no va haver-hi pànic ni pertorbacions de l'ordre. La recent experiència de l'atemptat contra Carrero va ajudar el fet que també en aquesta ocasió tant població com a autoritats conservessin la calma.

## Conseqüències

### Humanes

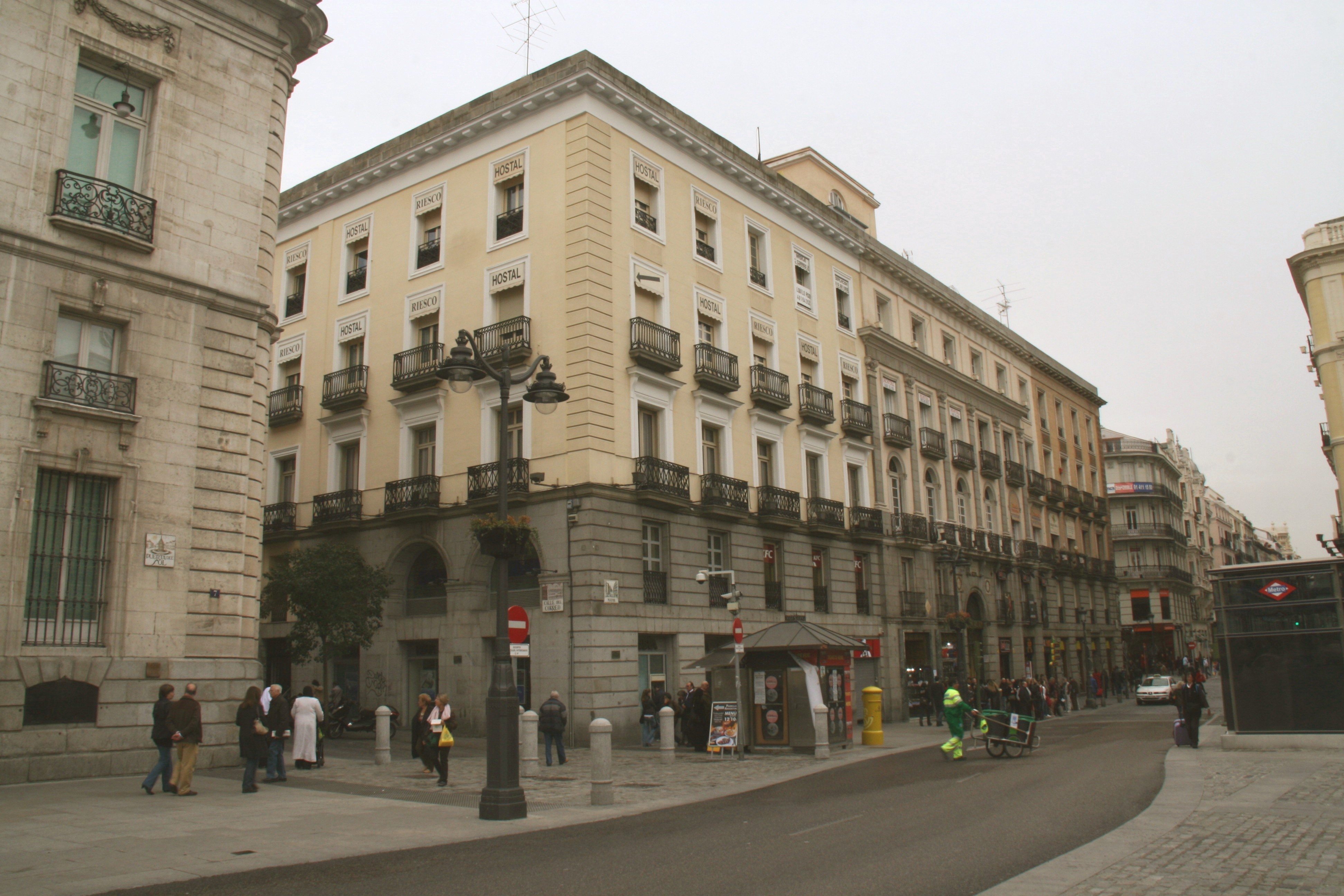
Imatge de 2010 de la cantonada del carrer del Correo amb el carrer Mayor. En aquest edifici, conegut com Casa Cordero, es trobaven tant la cafeteria Rolando com el restaurant Tobogan. A l'esquerra es veu la cantonada de la Reial Casa de Correos, seu en 1974 de la DGS.

Un total de tretze persones van morir a conseqüència de l'atemptat, bé al mateix moment de l'explosió, bé amb el transcurs del temps.
- Antonio Alonso Palacín, mecànic, natural d'Alhama de Aragón (Saragossa). Havia contret matrimoni sis dies abans.
- María Jesús Arcos Tirado, de 28 anys, natural de Contamina (Saragossa). Esposa d'Antonio Alonso, treballava com a telefonista a Alhama de Aragón.
- Francisca Baeza Alarcón, de 45 anys, mestra del Grup Escolar Jesús Castillo de Valdepeñas (Ciudad Real). Era soltera i filla única, i vivia amb els seus pares.
- Baldomero Barral Fernández, de 24 anys, forner. Natural de La Corunya, estava acompanyat de la seva esposa. Baldomero havia estat boxador professional fins a 1971, guanyant els títols de campió de Galícia de pes ploma i pes lleuger.
- María Josefina Pérez Martínez, de 21 anys, esposa de l'anterior i també de La Corunya. El jove matrimoni estava visitant Madrid. Tenien dos fills, el major d'ells de tres anys.
- Antonio Lobo Aguado, ferroviari de 55 anys natural de Villanueva del Río y Minas (Sevilla). Estava casat i tenia dos fills.
- Luis Martínez Marín, agent comercial de 78 anys nascut a Valladolid i resident a Madrid.
- Concepción Pérez Paíno, de 65 anys. Treballava com a administrativa en la Direcció general de Seguretat.
- María Ángeles Rey Martínez, estudiant de 20 anys procedent de Burgos. Havia començat a treballar en pràctiques recentment, però havia acudit a Madrid per presentar-se a l'examen d'una assignatura que tenia pendent. Havia acudit a menjar a la cafeteria amb unes companyes.
- Gerardo García Pérez, client de la cafeteria.[nota 2]
- Francisco Gómez Vaquero, de 31 anys, cuiner de la cafeteria. Va ser rescatat amb vida entre els enderrocs, però va morir a l'hospital. Estava casat i tenia dues filles de 4 i 2 anys. La seva vídua va percebre només les petites pensions de viduïtat i orfandat, i va tenir molts problemes per criar a les seves filles.
- Manuel Llanos Gancedo, cambrer de 26 anys, nascut a Villar de Vildas (Astúries) però traslladat de nen a Villablino (Lleó), on el seu pare va treballar com a miner. Els escassos ingressos de la seva família van fer que comencés molt ràpid a treballar com a cambrer. Quan el seu cap es va traslladar a Madrid, ell el va seguir. Manuel va ingressar amb vida a l'hospital, però va morir abans que pogués ser intervingut quirúrgicament. Va ser el tercer empleat de la cafeteria mort en l'explosió.[44][61]
- Félix Ayuso Pinel, inspector de policia de 46 anys. Va ingressar a l'hospital greument ferit en el cap i va sobreviure durant dos anys i quatre mesos, però va morir el gener de 1977.[62] Aquest fet va fer que la inicial llista de morts no inclogués a cap policia, la qual cosa va suposar un greu problema d'imatge per a ETA, però també li va facilitar difondre la falsa versió que l'atemptat havia estat organitzat per la mateixa Policia o per elements ultradretans afins amb fosques finalitats polítiques. La veritat és que, a més de l'inspector Ayuso, diversos policies més van ser ferits aquest dia, entre ells el número dos de la policia política franquista.[46]

A més dels morts, un total de setanta persones més van resultar ferides, diverses d'elles de gravetat i algunes patint serioses mutilacions. Les conseqüències de l'atemptat van horroritzar a la població. Es tractava del primer atemptat terrorista indiscriminat que es cometia a Espanya des del final de la Guerra Civil doncs ningú, ETA inclosa, havia comès abans un fet similar. Va continuar sent l'atemptat més sagnant fins que ETA militar va perpetrar l'atemptat d'Hipercor a Barcelona en 1987.

### Polítiques

#### Per al Govern
El general Franco es trobava encara recuperant-se de la seva malaltia quan va rebre la notícia. El seu metge personal, qui li veia cada dia, va relatar després que va quedar molt impressionat per les conseqüències de l'atemptat, però que va encaixar la notícia amb vigor. El dictador va expressar el seu desacord amb els juristes que defensaven els drets humans de persones com les que havien comès el crim, i va manifestar que a aquest tipus de criminals calia tractar-los amb la màxima energia.
El búnker va trobar un potent argument per criticar no només les reformes del Govern, sinó al mateix Arias. (el que després seria utilitzat per ETA i per altres opositors per suggerir que l'atemptat havia estat provocat pel mateix règim). En aquest sentit, destaca la publicació d'un encès article de Blas Piñar en la revista Fuerza Nueva, ofensiva que es va veure recolzada per altres mitjans de comunicació oficials. No obstant això, la mobilització de la dreta més extrema no era tan necessària; el llavors ministre secretari general del Movimiento, José Utrera Molina, un dels principals representants de l'immobilisme al Govern, relataria anys més tard que el president Arias li va manifestar el 13 de setembre, en el mateix lloc de l'atemptat, que aquest fet li permetria paralitzar el projecte d'associacions.
El crescut búnker va exigir el cessament de Pío Cabanillas, pel que va acudir al propi Franco i el va convèncer que la seva obertura de premsa no només havia donat oxigen a l'oposició, sinó que havia permès també publicacions contràries a la tradicional moral catòlica que el dictador defensava. Cabanillas fou destituït el 28 d'octubre, fet que es donà a conèixer l'endemà. En solidaritat amb ell, van presentar la dimissió el ministre Antonio Barrera de Irimo i un gran nombre d'alts càrrecs del sector reformista. La dimissió de Barrera va causar un mal efecte al capital internacional, que ho considerava tot un símbol de modernització en qüestions econòmiques. Quant al projecte de Llei d'Associacions Polítiques que havia encarregat el Ministre Carro, va ser substituït per un altre elaborat pel Movimiento que el privava de tota possibilitat reformista. Encara que l'estatut va ser aprovat el 16 de desembre i es van constituir algunes associacions polítiques, la posterior negativa de Manuel Fraga Iribarne, llavors principal representant del reformisme, a constituir una associació a la seva empara va suposar el seu certificat de defunció com a mitjà de reformar o obrir el règim.

#### Per al Partit Comunista

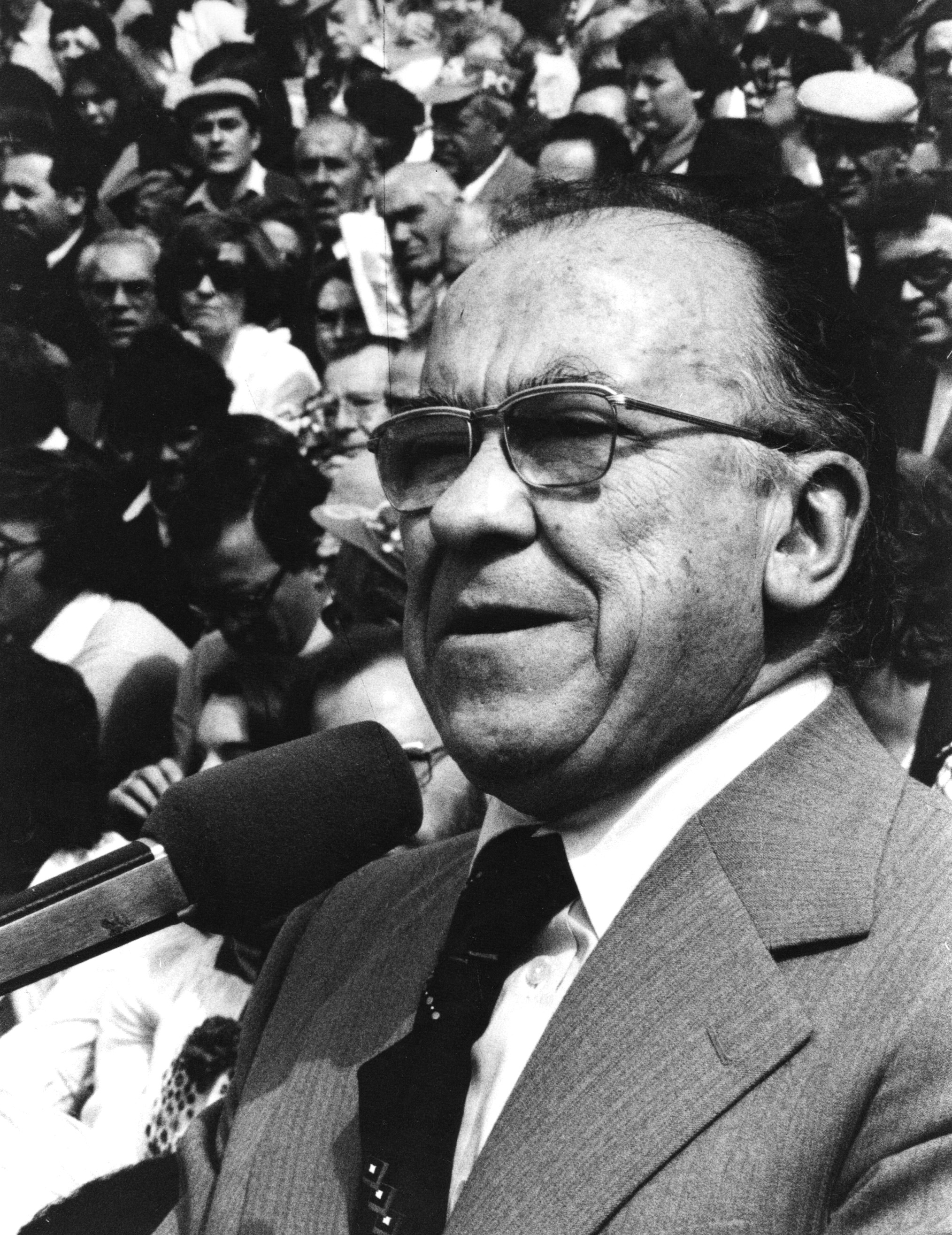
Santiago Carrillo, secretari del PCE, en un míting electoral de 1977. Després de l'atemptat va haver de fer front a les acusacions del govern de col·laboració amb el terrorisme.

La detenció uns dies abans de l'atemptat d'uns militants d'ETA que havien participat en la preparació de l'atemptat i que portaven documents comprometedors va posar ràpidament a la Policia en la pista d'Eva Forest i la seva xarxa de col·laboradors. Als pocs dies, van ser detingudes Forest i altres persones de filiació esquerrana que conformaven la infraestructura d'ETA a Madrid, unes amb major relació amb l'atemptat que unes altres; diverses d'aquestes persones estaven vinculades al Partit Comunista o ho havien estat en el passat. Això va propiciar que les autoritats afirmessin que l'atemptat havia estat comès per ETA en col·laboració amb el PCE, versió que va anar àmpliament difosa per la premsa deslligant una onada d'anticomunisme. La Policia va exhibir les habitacions camuflades que havia localitzat en els pisos i les va denominar de forma sensacionalista com a «presons del poble» una terminologia que portava a la memòria de molts espanyols les sinistres txeques de la Guerra Civil.
El secretari general del PCE, Santiago Carrillo, s'adonà del perill que tenia l'acusació, que podia entelar la trayectoría pacífica que el partit desenvolupava des de l'any 1956, quan va llançar el seu Política de Reconciliació Nacional que va substituir la lluita armada dels maquis, i en un moment en el qual acabava d'impulsar la Junta Democràtica. Per aquest motiu no es va limitar a condemnar l'atemptat, sinó que també va adoptar una mesura sense precedents: va ordenar a tots els advocats del partit desentendre's de la defensa dels detinguts per l'atemptat, privant-los del suport del PCE. La decisió no va ser ben compresa per tots els opositors, però va ser complerta per la militància.
Encara que hi ha historiadors que creuen en la connexió orgànica del PCE amb l'atemptat, la veritat és que no es coneixen proves que tal relació existís realment; altres historiadors de molt diferents orientacions ideològiques afirmen expressament que els comunistes relacionats amb ETA actuaven pel seu compte i infringint les directrius del partit. Només alguns dels detinguts eren realment militants del partit, i no es va demostrar que els pisos francs posats a la disposició d'ETA haguessin estat utilitzats en l'atemptat. Els escassos mitjans de comunicació i periodistes crítics amb el règim franquista van qüestionar l'existència de la relació entre el PCE i ETA des del primer moment, suscitant-se així un agre debat periodístic que reflectia la tensió del moment i la confusió política que vivia la societat espanyola. Resulta molt difícil determinar quin va ser l'impacte que les acusacions governamentals van tenir sobre la imatge del PCE, atès que aquest era una organització il·legal i existien escassíssimes enquestes de tipus polític en l'Espanya de Franco.

#### Per a ETA-V
La primera conseqüència gairebé immediata de l'atemptat va ser el complet desmantellament de la xarxa de col·laboradors creada a través d'Eva Forest que tan útil havia estat para ETA-V durant els anys anteriors. En pocs dies van ser detinguts els principals membres de la xarxa, molts dels quals van mostrar la seva sorpresa en assabentar-se que se'ls relacionava amb ETA.
Resulta obvi que l'organització armada era conscient que l'explosió d'una potent bomba carregada de metralla en una cafeteria oberta al públic no sols anava a causar víctimes entre la Policia. No obstant això, la total absència d'agents en la inicial llista de víctimes mortals va suposar una inacceptable desproporció en el nombre de víctimes «civils». Això va obrir un agre debat a l'interior d'ETA respecte a si calia reivindicar o no l'atemptat: un sector dels responsables del denominat Front Militar, encara que crítics amb el resultat, consideraven que calia reconèixer l'autoria de l'atemptat i explicar que en tota guerra es cometen errors i hi ha víctimes innocents;} no obstant això, la majoria de la direcció va ser partidària d'ocultar l'autoria. Per això, la reacció inicial va ser d'un perllongat silenci. No obstant això, la ràpida reacció policial i les cada vegada més fortes acusacions contra ETA-V van fer que l'organització no es detingués allí; al cap de més d'un mes, el 29 d'octubre, va difondre un comunicat en el qual, al mateix temps que venia a justificar l'elecció de l'objectiu, suggeria que l'atemptat havia estat organitzat per elements ultradretans afins al règim de Franco. Segons alguns periodistes, aquesta no seria la primera vegada que ETA ocultava la seva responsabilitat en un crim, car ja ho hauria fet en el fosc cas de la desaparició de tres joves gallecs a Donibane Lohitzune.

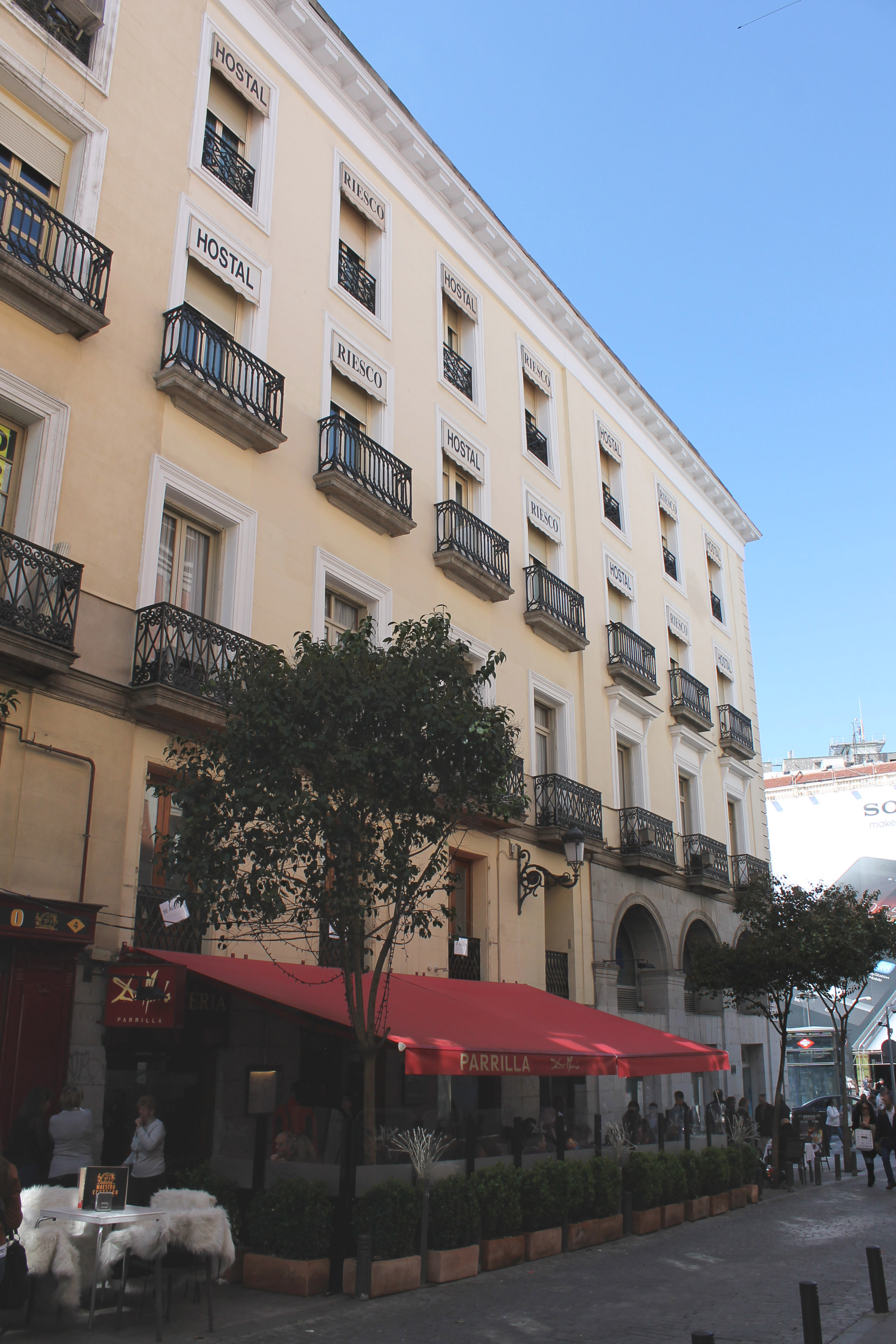
Imatge de 2013 del local en el qual es trobava en 1974 la cafeteria Rolando. L'atemptat indiscriminat va marcar definitivament ETA com una organització terrorista.

El desmentiment d'ETA no va tenir credibilitat fora del seu àmbit natural d'actuació: el País Basc i Navarra. La població, inclosos els opositors a la dictadura, es va sentir horroritzada per les conseqüències de l'atemptat, a diferència de la relativa indiferència manifestada amb l'assassinat del guàrdia civil Gregorio Posada uns mesos abans, i de la poc dissimulada satisfacció que en molts va ocasionar la mort de Carrero. Això va suposar el final de qualsevol simpatia cap a ETA entre l'oposició antifranquista de la major part d'Espanya, i la fi de qualsevol col·laboració futura amb les seves accions d'altres opositors. L'explosió de la bomba en la cafeteria Rolando va ser el primer atemptat indiscriminat d'ETA i va marcar l'inici de la seva consideració com una organització terrorista.
No obstant això, no sembla que ETA sofrís una sensible pèrdua de suport entre els seus simpatitzants basc-navarresos. Probablement molts d'ells van creure l'explicació de l'organització o, en cas contrari, van considerar que era el cost que tenia l'enfrontament «bèl·lic» amb el «Estat ocupant». De fet, molts anys més tard, fins i tot una persona ja deslligada del terrorisme com Teo Uriarte (qui estava a la presó quan es va perpetrar l'atemptat), encara que ja no negava l'autoria d'ETA opinava que el SECED (el servei d'intel·ligència franquista) va tenir alguna participació incitant a ETA a cometre l'atemptat a través del seu agent infiltrat Mikel Lejarza (conegut com a Lobo). Quan els presos d'ETA van abandonar les presons entre 1976 i 1977 com a resultat de diversos indults i amnisties, van ser rebuts com a herois en les seves poblacions d'origen i objecte d'homenatges populars amb suport majoritari en uns casos i molt significatiu en uns altres.
No hi ha constància que l'atemptat fos responsabilitat exclusiva d'un dels dos sectors llavors enfrontats, el majoritari i el que després s'escindiria formant ETA militar. El que sí que és clar és que, en la dura discussió que es va entaular per decidir si es devia o no reivindicar l'atemptat, els “milis” es van pronunciar a favor i van quedar en minoria. La divisió d'ETA-V va tenir altres motius que ja existien abans de l'atemptat, però la discussió i els mutus retrets van agreujar les diferències entre els dos sectors i van afavorir la ruptura. Gran part del Front Militar va abandonar ETA-V en bloc poc després, formant ETA militar. Aquesta organització era inicialment minoritària, però estava ben armada i va poder eludir les nombroses detencions que va ocasionar l'acció de l'agent del SECED infiltrat, Lobo, qui va preferir romandre en el sector majoritari. Amb el temps, es mostraria molt més mortífera que ETA-V (coneguda a partir d'aquest moment com ETA político-militar) i tindria una vida molt més perllongada.

### Jurídiques
La Policia va detenir en poc temps a Eva Forest i a moltes altres persones que havien col·laborat amb ella o que, sense haver-ho fet, n'havien tingut alguna relació. No obstant això, no es va arribar a detenir als autors materials del crim, els dos joves bascos que havien col·locat la bomba. Potser per la falta de proves sobre la seva participació directa en l'atemptat, gairebé tots els detinguts van ser posats en llibertat en els mesos següents i en 1976 el cas va passar de la jurisdicció militar al Tribunal d'Ordre Públic per un suposat delicte d'associació il·lícita. Només Forest i altres dues persones van continuar en situació de presó provisional fins a 1977 acusades d'haver col·laborat en l'assassinat de Carrero Blanco.
Cap de les persones que van ser detingudes va admetre mai haver allotjat a les seves cases a membres del comando que va perpetrar l'atemptat, almenys de forma conscient. Només van admetre haver tingut coneixement de la gravetat de l'assumpte a través de la Policia després de la seva detenció. Molts d'ells van reaccionar amb duresa contra Forest argumentant que els havia implicat en un atemptat terrorista sense informar-los d'això. El principal exponent d'aquesta reacció va ser Lidia Falcón, en el qual acusava a Forest d'implicar-li en una activitat terrorista sense el seu coneixement, i molt més tard va ratificar la seva versió en un reportatge televisiu i en el llibre De cómo la CIA eliminó a Carrero Blanco y nos metió en Irak, escrit per Anna Grau. Encara que amb menys detall, l'actriu Mari Paz Ballesteros fa un relat en gran part coincident amb el de Falcón. Al moment del seu alliberament, Forest només va reconèixer públicament haver donat recer a membres d'ETA i va negar saber qui havia posat la bomba. Posteriorment va desqualificar globalment el llibre de Falcón sense arribar mai a respondre a les concretes acusacions que aquesta havia fet. Forest i el seu marit van abandonar definitivament Madrid poc després que ella sortís de presó i es van instal·lar a Hondarribia (Guipúscoa), on tots dos es van integrar en el llavors incipient MLNV que s'estava organitzant entorn d'ETA militar.
En el que sí que van ser unànimes els implicats va ser a denunciar els maltractaments infligits per la Policia durant les seves detencions. En aquest cas van concórrer la tradicional falta de garanties dels drets individuals característica del règim de Franco amb l'animositat que va produir en els agents policials un atemptat que van sentir dirigit contra ells mateixos.
En qualsevol cas, tots els implicats es van beneficiar, bé de l'amnistia parcial decretada pel govern d'Adolfo Suárez al juliol de 1976, bé de mesures de gràcia individualitzades i, en tot cas, de l'amnistia de 1977 aprovada pel nou parlament democràtic, per la qual cosa la recerca judicial no va seguir endavant i ningú va arribar a ser condemnat pel crim. Les víctimes i els seus familiars trigarien anys a rebre algun tipus de reparació, i aquesta procediria finalment de l'Estat.